# 복개서로

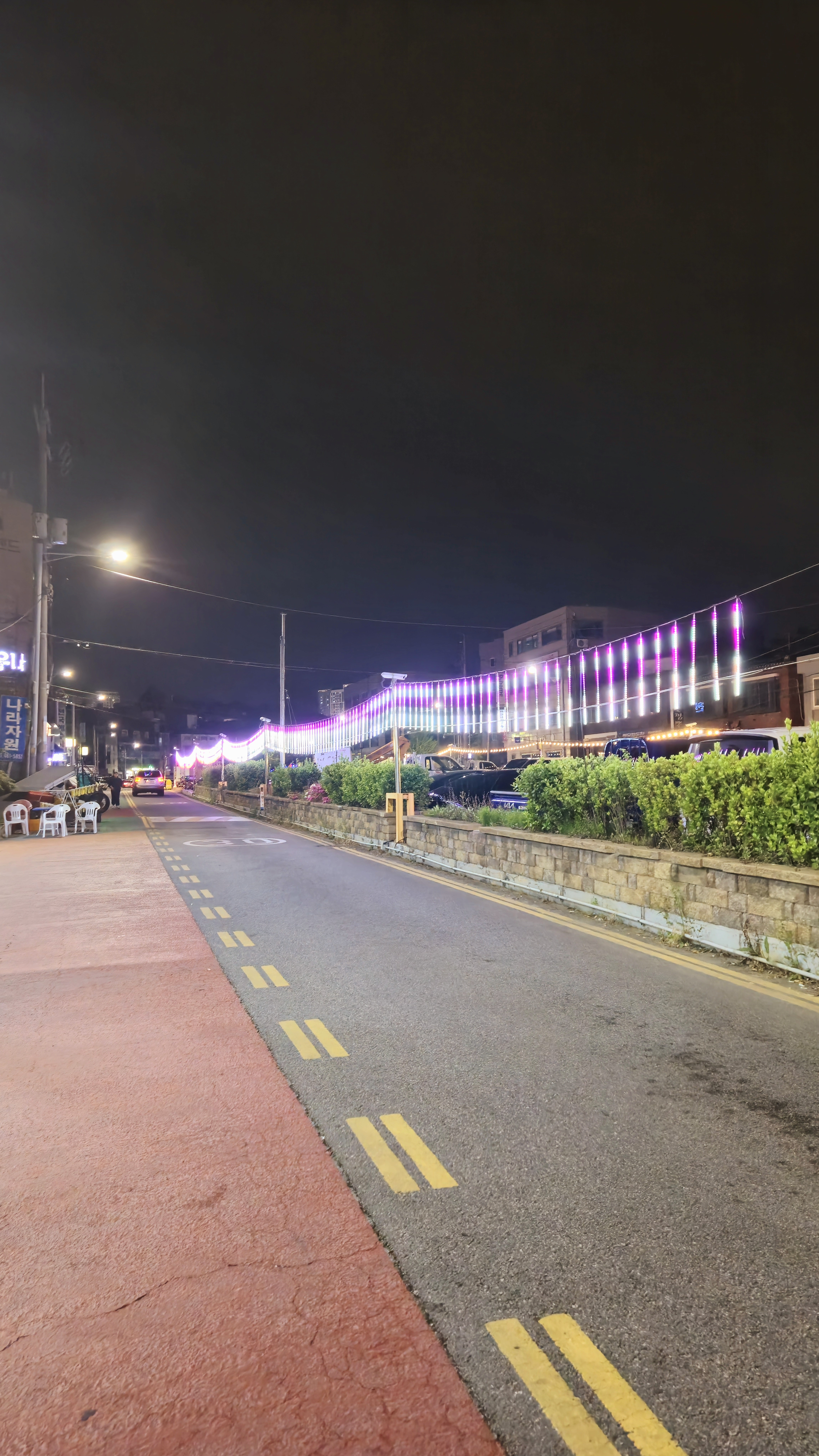
복개서로의 야경(만수천 빛의거리)

복개서로는 인천광역시 남동구 구월동에 있는 도로이다. 구월동 1324-12를 기점으로 구월동 1322-8을 종점으로 한 도로이며, 1.06km(1,062m)의 길이를 가진 도로이다.

## 개요
복개서로는 인천광역시 남동구 구월동의 만수천의 복개천 공사로 인해 만들어진 도로로 서편의 도로를 담당하며 편도로 운영된다. 복개서로의 북쪽방향의 흐름으로 모래내시장역방향으로 차선만 운영이 되며, 반대 방향의 차선은 인천광역시 남동구 만수동의 복개동로를 통해서 인주대로 방면으로 나갈 수 있다. 남동구 남동보건소 앞에서 양 차선이 만나며 모래내시장역 구월로 인근에서 만난다.
구월동의 도시개발 시점에서 1980년도 이후의 개발된 건축물 빌라, 다세대, 오피스텔 등으로 이루어진 밀집지역이 되었다. 하천 구간을 복개하여 부족한 주차공간을 마련하게 되었고 이후 주차장을 사이에 두고 복개서로와 복개동로로 운영되고 있도록 2009년 11월 16일 고시 및 효력이 발생되었으며 복개서로로 제명 되었다.
복개서로는 남동구보건소 주차장까지의 길까지가 있지만 신만수교 이후에 보건소주차장에 포개져 있는 편이며, 복개된 구간을 복원한다면 소래로까지의 연장을 의미할 수도 있다. 
자정 18시 10분이 되면 거리에 달린 LED조명이 환하게 켜진다. 시즌에 따라서 크리스마스 시즌이 오면 트리 및 조형물의 변화가 있기도 하다.

## 가지번호길
복개서로는 복개서로35번길 복개서로89번길 복개서로97번길이 있다.

## 연결도로
- 복개동로
- 구월로
- 호구포로810번길
- 구월말로39번길
- 구월말로23번길
- 구월말로
- 구월남로
- 인주대로811번길
- 인주대로

## 주요시설

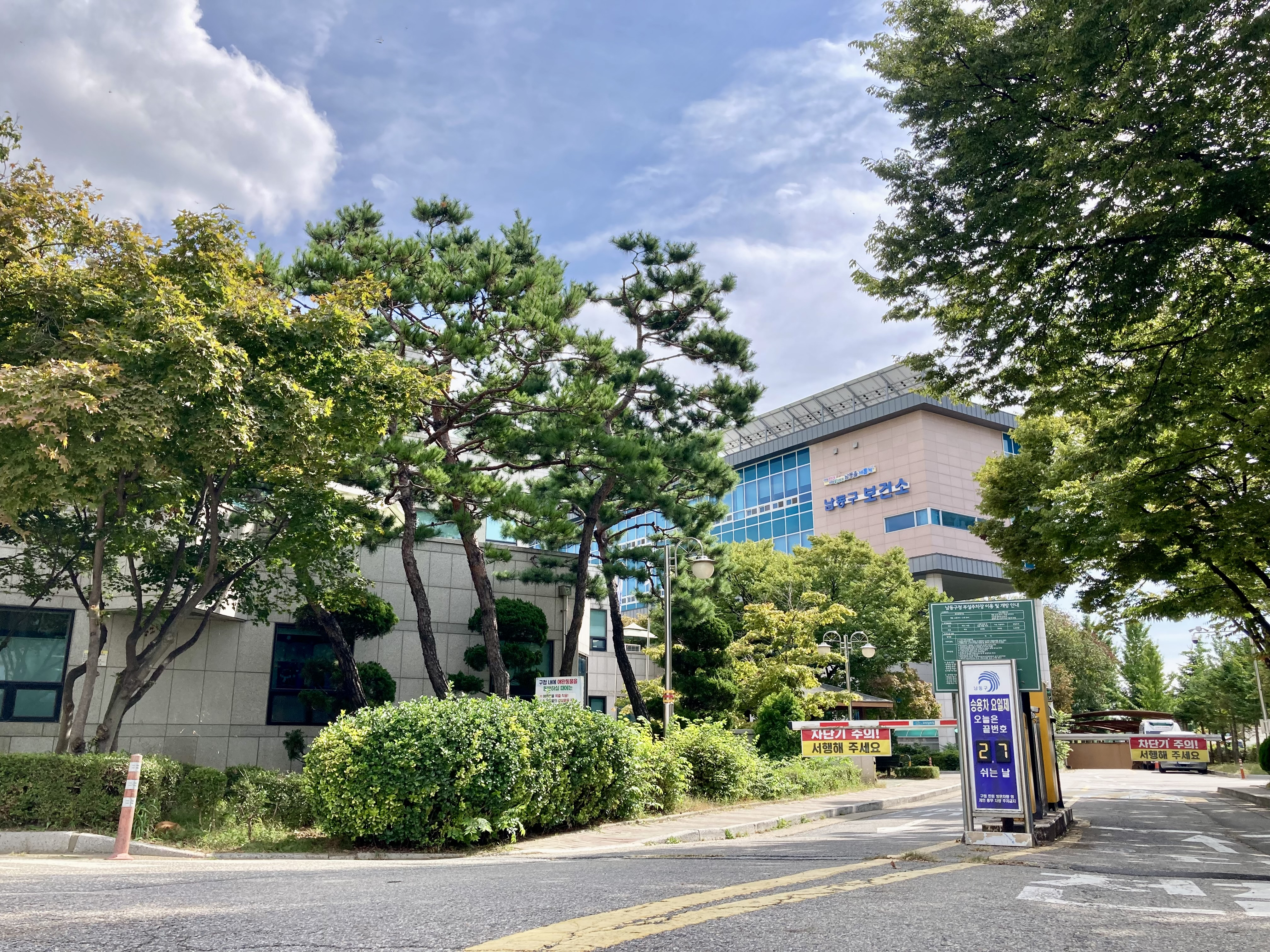
남동구보건소
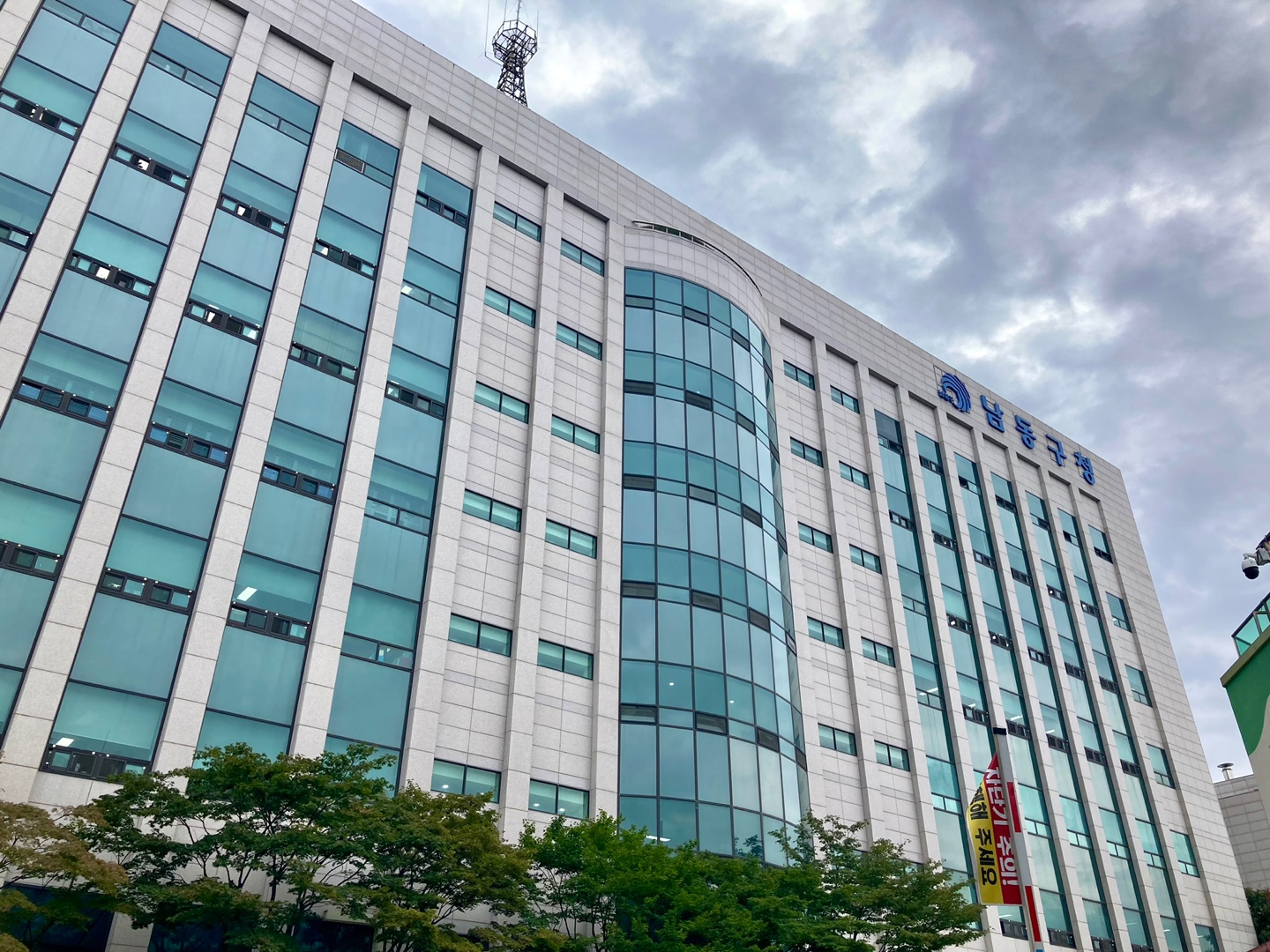
남동구청
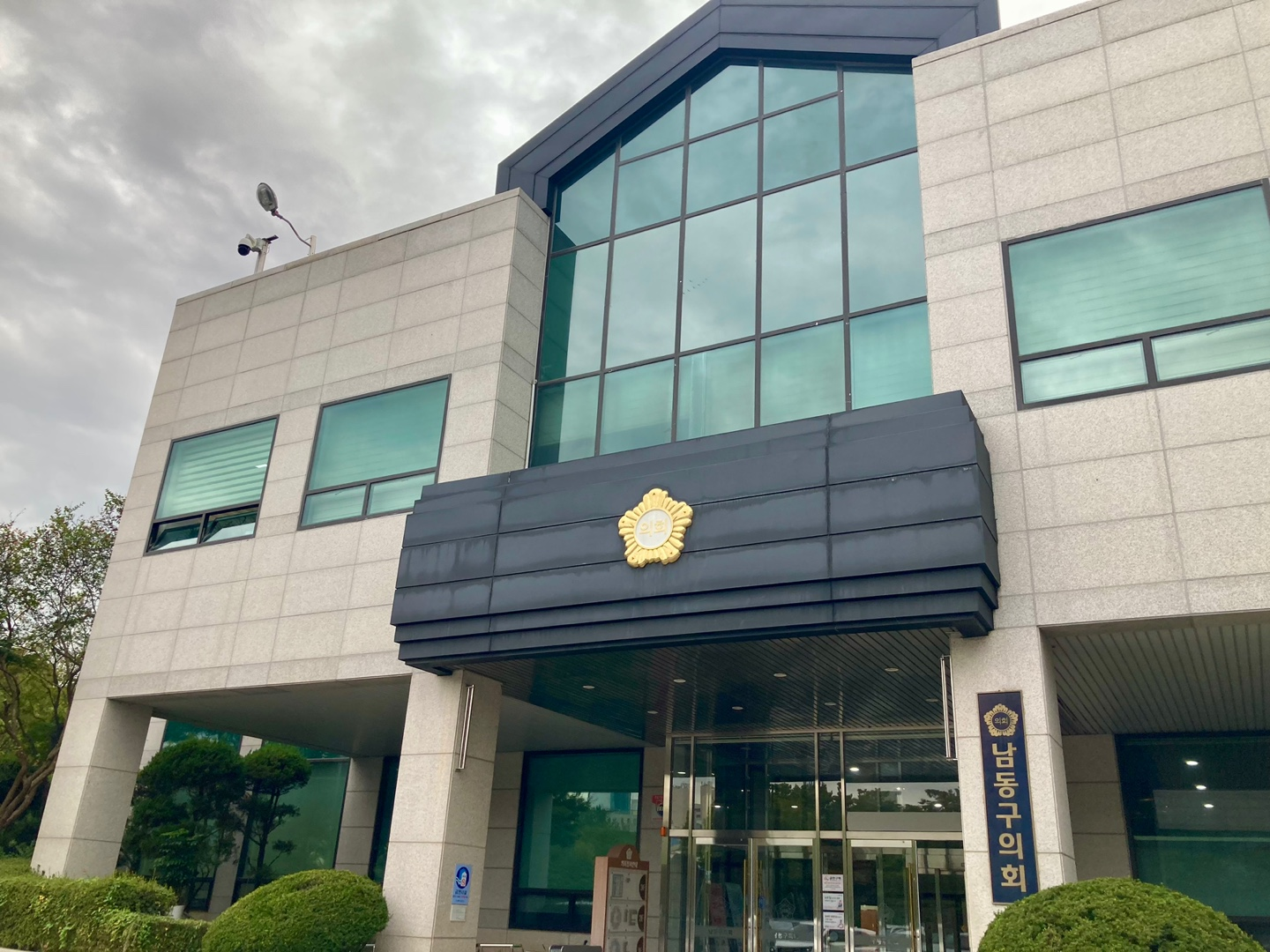
남동구의회
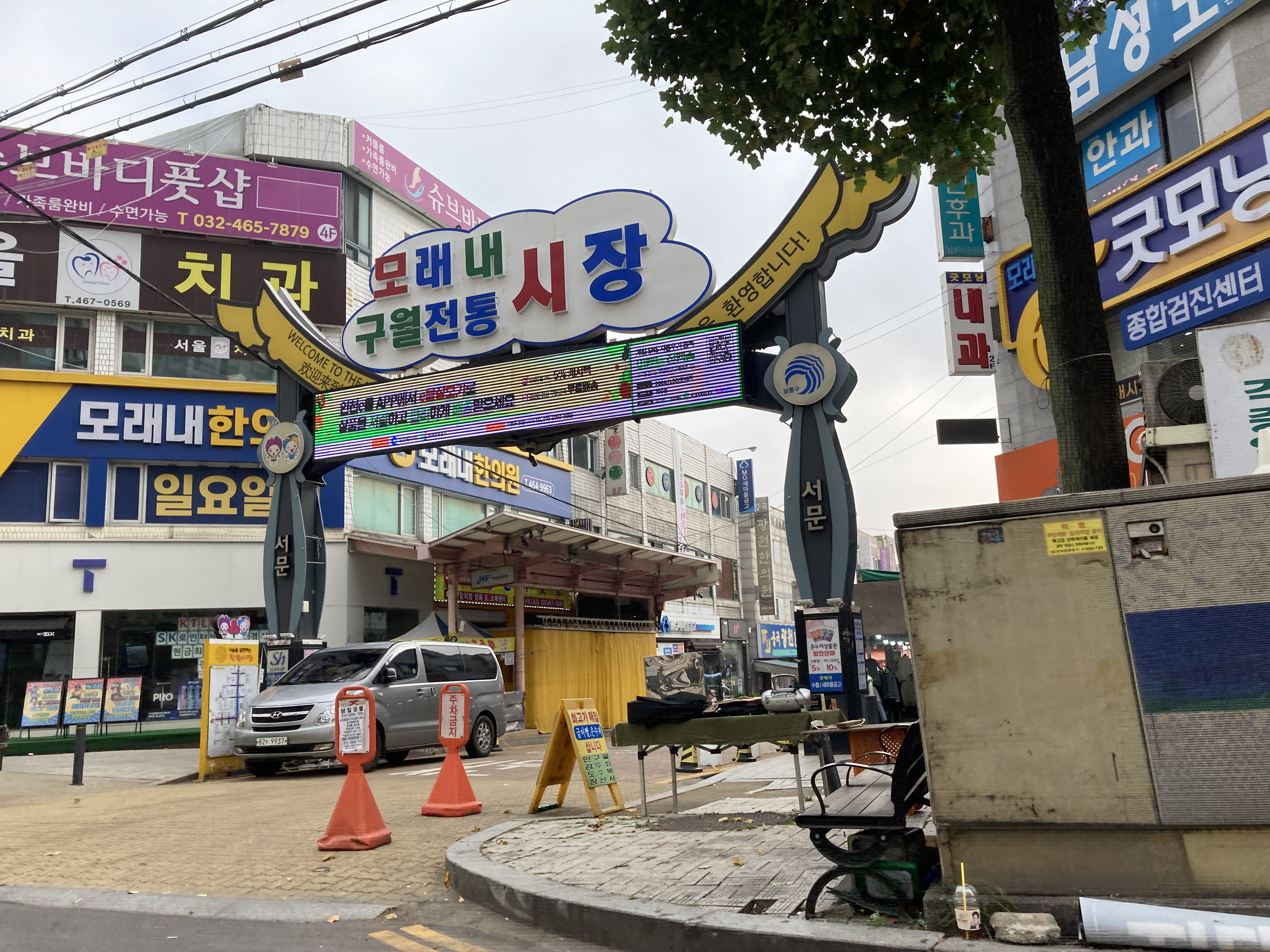
모래내시장
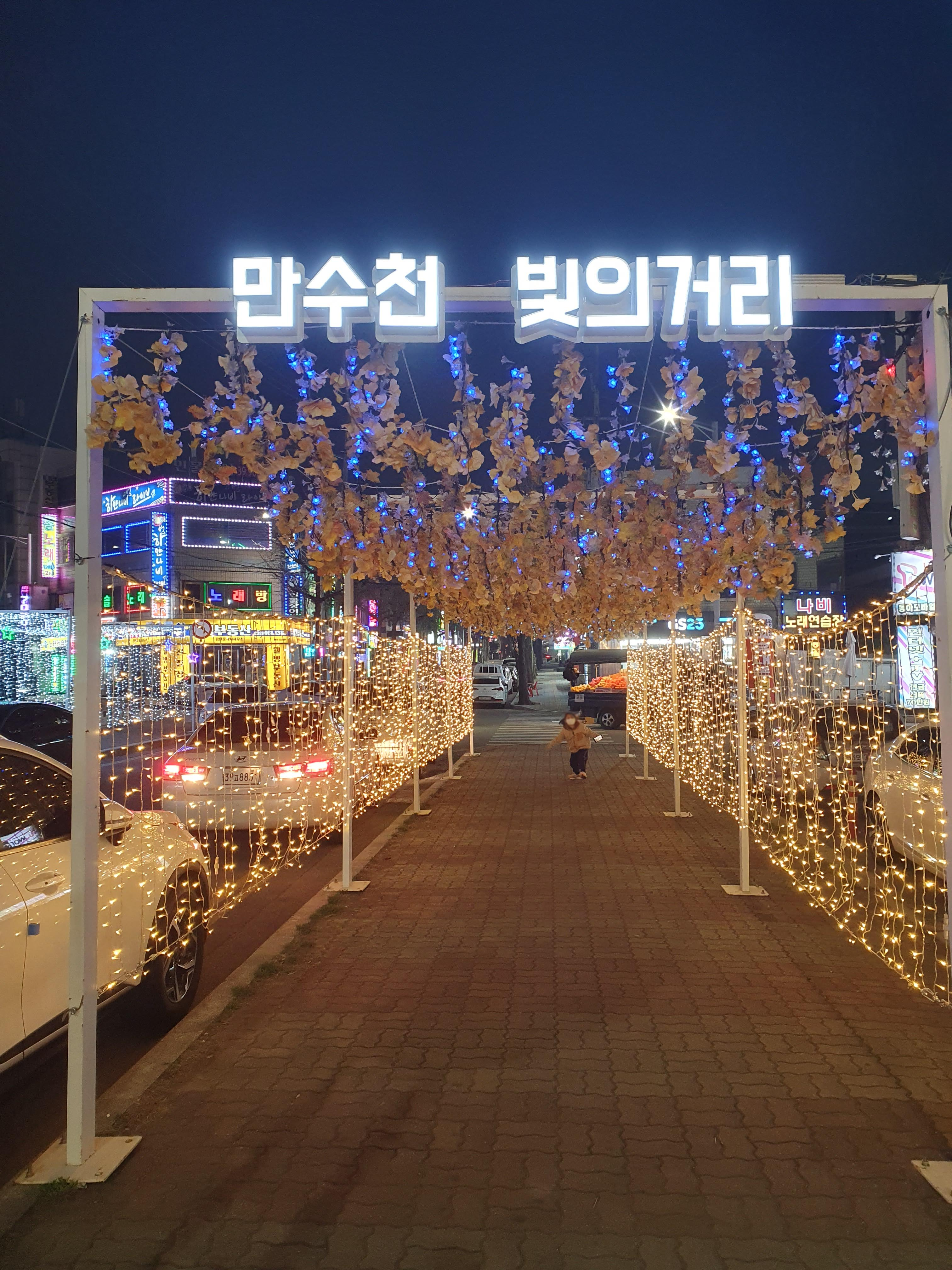
만수천 빛의거리
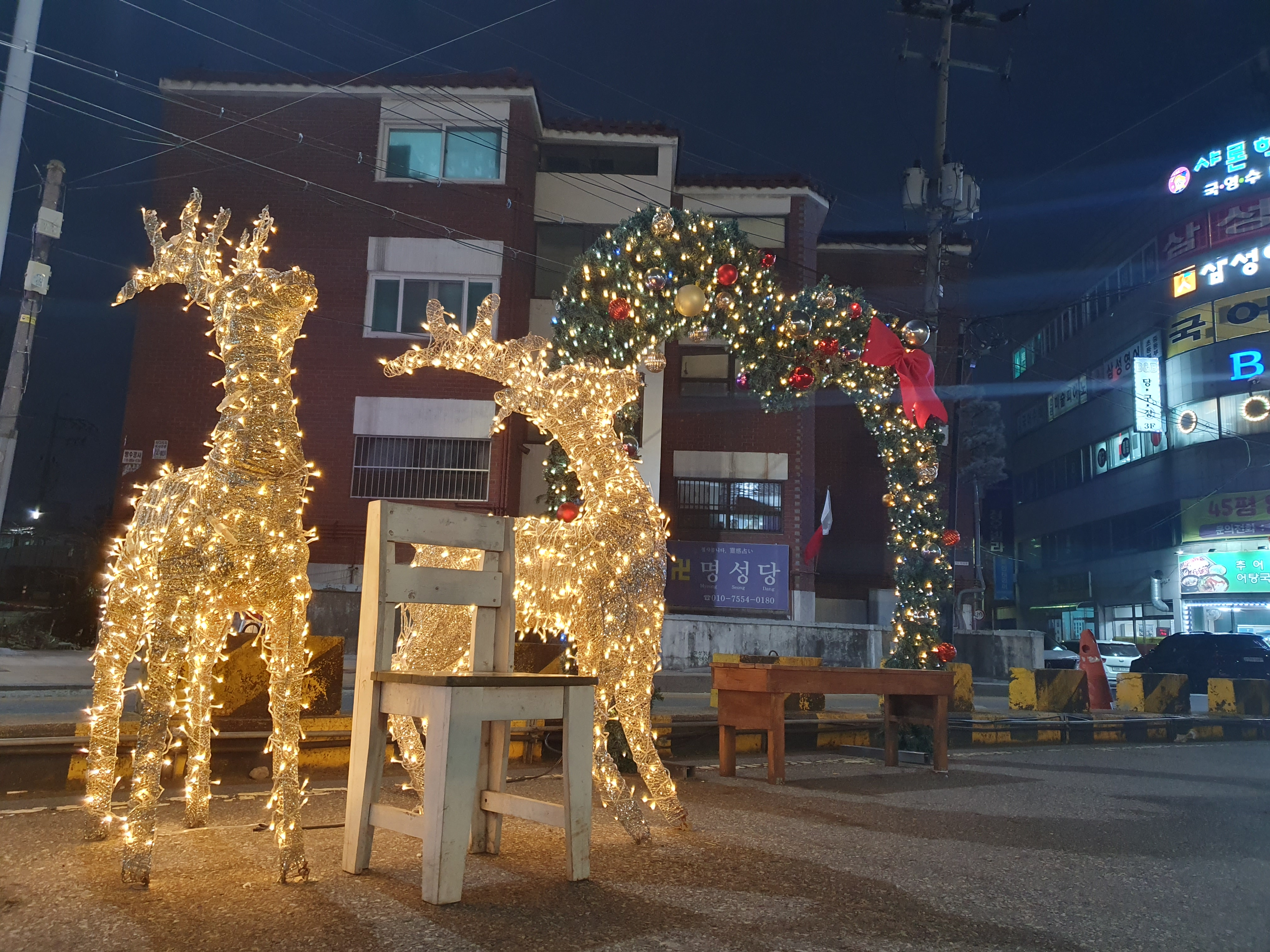
만수천 빛의거리
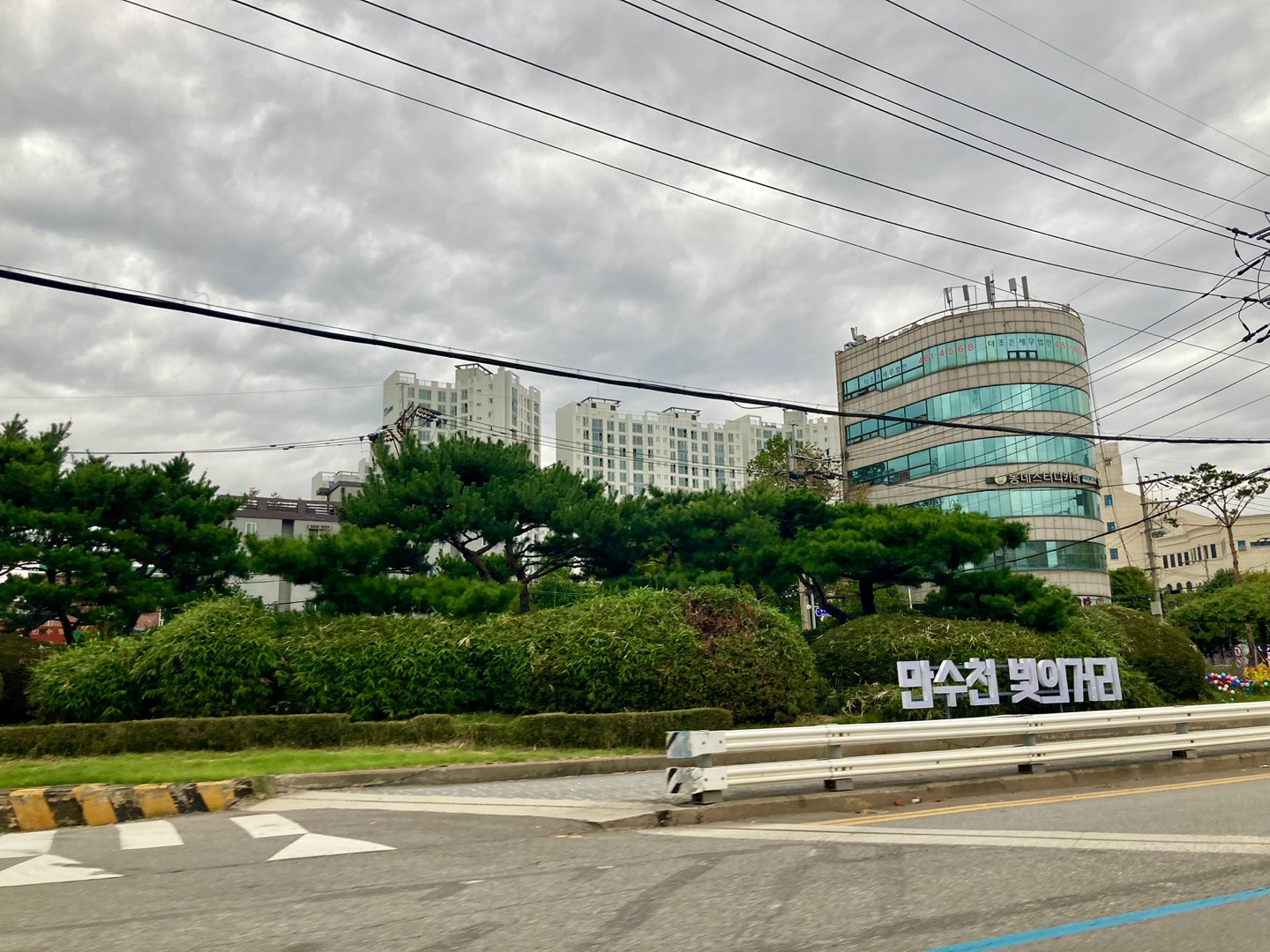
만수천 빛의거리

- 남동구보건소
- 남동구청
- 남동구의회
- 남동어울림시장
- 모래내시장역
- 모래내시장

## 사진

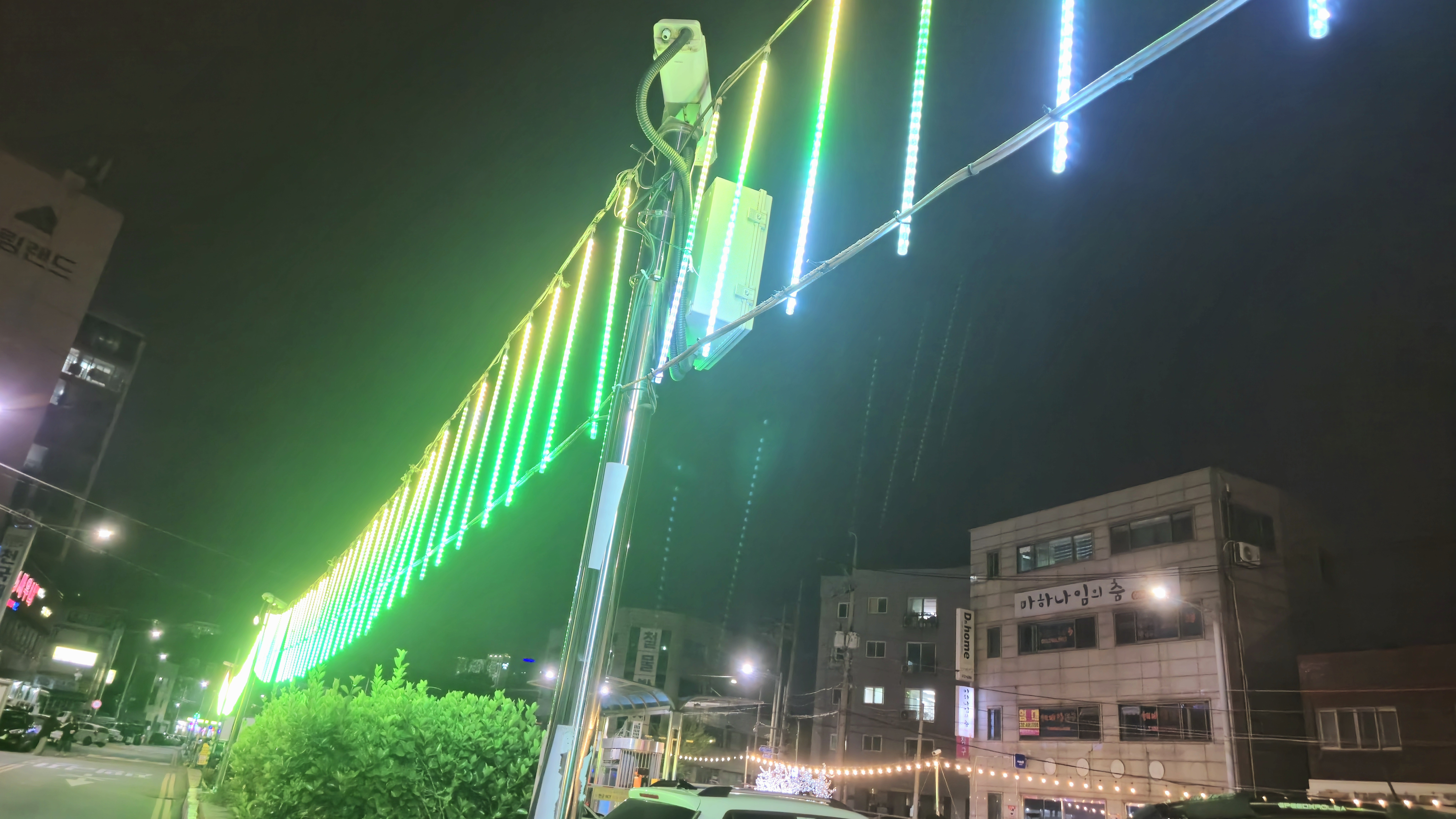
복개서로 측 만수천 빛의거리
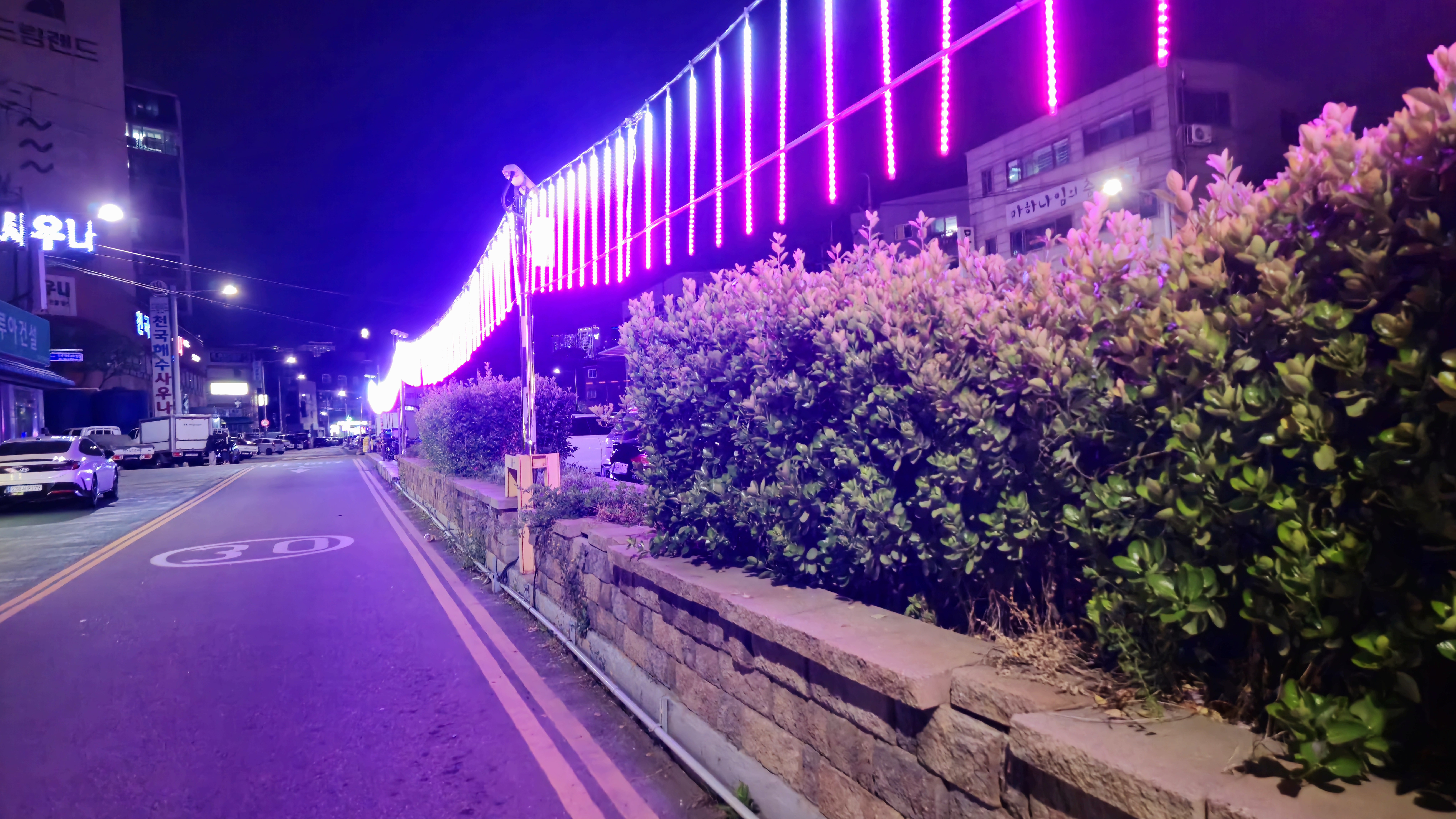
복개서로 측 만수천 빛의거리
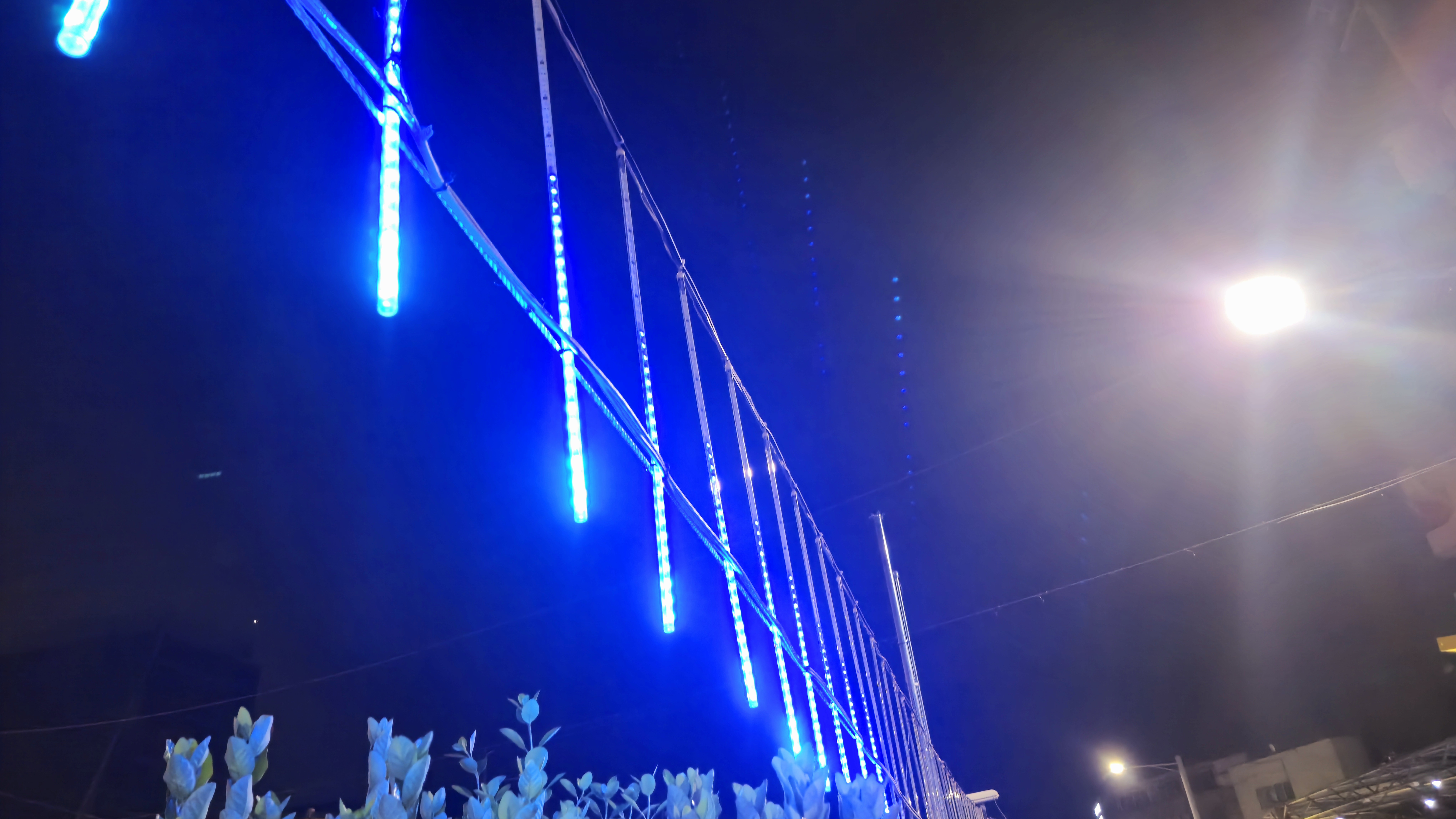
복개서로 측 만수천 빛의거리
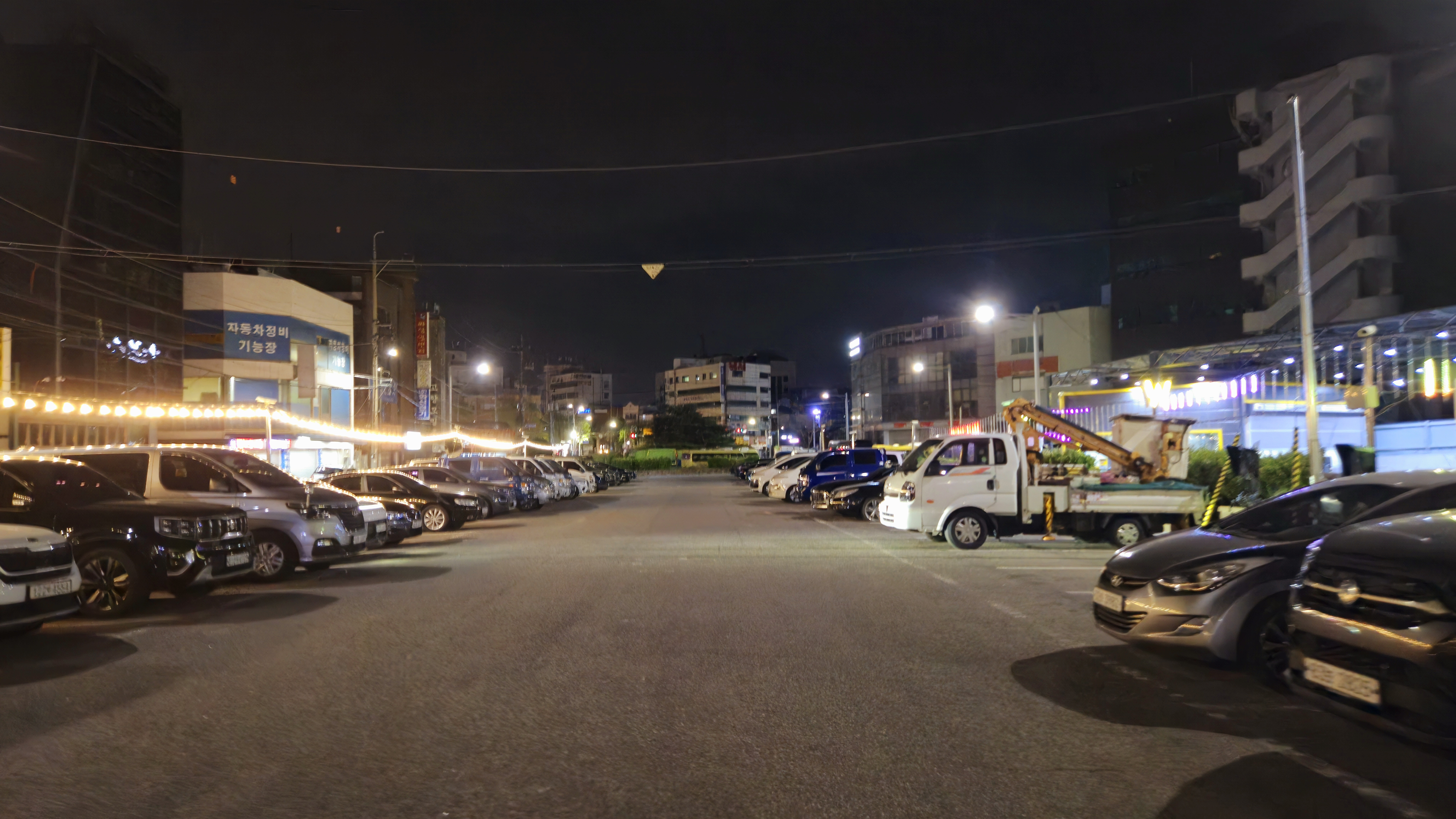
만수천주차장